# Osteomodulin
Osteomodulin‏ (Osteomodulin) هوَ بروتين يُشَفر بواسطة جين Osteomodulin في الإنسان.